# Camilo Daza
Camilo Daza Álvarez (Pamplona, Norte de Santander, 25 de junio de 1898-Bogotá, 18 de marzo de 1975) fue un aviador colombiano.
En 1919, se convirtió en el primer colombiano en pilotar un avión y es considerado el fundador de la aviación colombiana, participó en el conflicto amazónico contra Perú de 1932-1934, y ocupó el grado de General de Brigada de la Fuerza Aérea Colombiana.
El Aeropuerto Internacional Camilo Daza en Cúcuta lleva su nombre y tiene una estatua en honor a sus contribuciones. Además, la base aérea que sirve al Comando Aéreo de Transporte Militar (CATAM) se nombra en su honor.

## Biografía
Camilo Daza nació el 25 de junio de 1898 y pasó su infancia en Pamplona (Norte de Santander). A los 8 años mostró interés por la aviación e intentó volar saltando desde el techo de la hacienda de su padre, La Caldera, utilizando una rejilla desde una ventana. La caída provocó que se fracturara ambos brazos, se lastimara la nariz, le quedara una cicatriz y quedara inconsciente durante una semana. Camilo también tenía talento para los artefactos mecánicos y construyó un barco de vapor a los 13 años, que sus vecinos admiraban mientras navegaba por las aguas cercanas a su casa.

## Inicios en la aviación
Los padres de Camilo lo enviaron a la Escuela Industrial de Tarraza, cerca de Barcelona, España. Allí aprendió sobre la aviación y se interesó por ella. Descubrió que un piloto había cruzado el Canal de la Mancha y conoció a un piloto español llamado Salvador Elila. A pesar de la desaprobación de sus padres, Camilo siguió estudiando y trabajando para ahorrar dinero. En 1919 se convirtió en el primer colombiano en pilotar un avión y en marzo de 1920 recibió de manos de Curtis su diploma de piloto y mecánico de aviación. Posteriormente adquirió un avión llamado "SANTANDER" y lo sobrevoló  sobre Cúcuta el 2 de septiembre de 1922. Cúcuta también es conocida por tener el mejor ferrocarril, la primera compañía telefónica "Polanco", el primer automóvil FORD traído a la ciudad por el italiano Enrique Raffo. la instalación de la torre inalámbrica y los primeros mensajes transmitidos a Europa.